# 진안홍삼배 전국 장기 패왕전
진안홍삼배 전국 장기 패왕전은 2008년에 개최된 아마추어 및 프로 전문기사 장기 기전이다. 전북특별자치도 진안군에서 개최되었다.

## 프로 전문기사부 역대 우승자
| 프로기전 횟수 | 년도   | 우승   | 준우승 |
| ------------- | ------ | ------ | ------ |
| 1회           | 2008년 | 황문수 | 하성호 |